# Eumorphus constrictus
Eumorphus constrictus es una especie de coleóptero de la familia Endomychidae.

## Distribución geográfica
Habita en Sumatra.